# Abruzel
L'Abruzel est une rivière de Roumanie, tributaire de l'Abrud et sous-affluent du Danube.